# Stezzano
Stezzano est une commune italienne de la province de Bergame, dans la région Lombardie.

## Personnalités
- Antonio Moscheni (1854-1905), frère jésuite et peintre religieux en Inde, est né à Stezzano.
- Tavo Burat, écrivain et journaliste

## Administration
| Période                                  | Période | Identité | Étiquette | Qualité |
| ---------------------------------------- | ------- | -------- | --------- | ------- |
|                                          |         |          |           |         |
| Les données manquantes sont à compléter. |         |          |           |         |

### Communes limitrophes
Azzano San Paolo, Bergame, Comun Nuovo, Dalmine, Lallio, Levate, Zanica